# Parque Rey Jorge V
El Parque Rey Jorge V es un estadio de fútbol ubicado en San Juan de Terranova en Canadá.

## Historia
Fue construido en el año 1925 con el nombre Newfoundland National Stadium, nombre que tuvo hasta que el estadio fuera elegido como una de las sedes de la Copa Mundial de Fútbol Sub-16 de 1987. Actualmente es el estadio más viejo de Norteamérica hecho para la práctica del fútbol.
El partido más importante que se ha jugado en el estadio fue el 14 de septiembre de 1985, cuando 13.000 espectadores presenciaron la victoria de Canadá 2:1 ante Honduras por el Campeonato Concacaf de 1985, dándole a Canadá, además del título de Concacaf, la clasificación al mundial de México 1986, el primer mundial de su historia, considerándose el hecho más importante en la historia del fútbol canadiense.

### Remodelación
En 2005 el estadio fue renovado con la instalación de un nuevo sistema de irrigación, nuevos camerinos y la expansión del terreno de juego, el cual fue reemplazado un año después, pasando de césped natural a FieldTurf, una variedad de gramilla artificial, y la ampliación de la capacidad del estadio a 10.000 espectadores.